# Desa Pananjung (administrativ by i Indonesien, lat -7,17, long 107,87)
Desa Pananjung är en administrativ by i Indonesien.   Den ligger i provinsen Jawa Barat, i den västra delen av landet, 150 km sydost om huvudstaden Jakarta.